# Square Phillips
Le Square Phillips, est un petit parc urbain de Montréal.

## Situation et accès
Il est situé dans le centre-ville, à proximité de plusieurs grands magasins de la rue Sainte-Catherine ouest et face au magasin La Baie qui est orné d’un monument consacré à Edouard VII.

## Origine du nom
Le lot sur lequel le square a été construit a été donné par Thomas Phillips (d'où le nom), et il fut stipulé que ce lot ne serait utilisé que comme parc.

## Historique

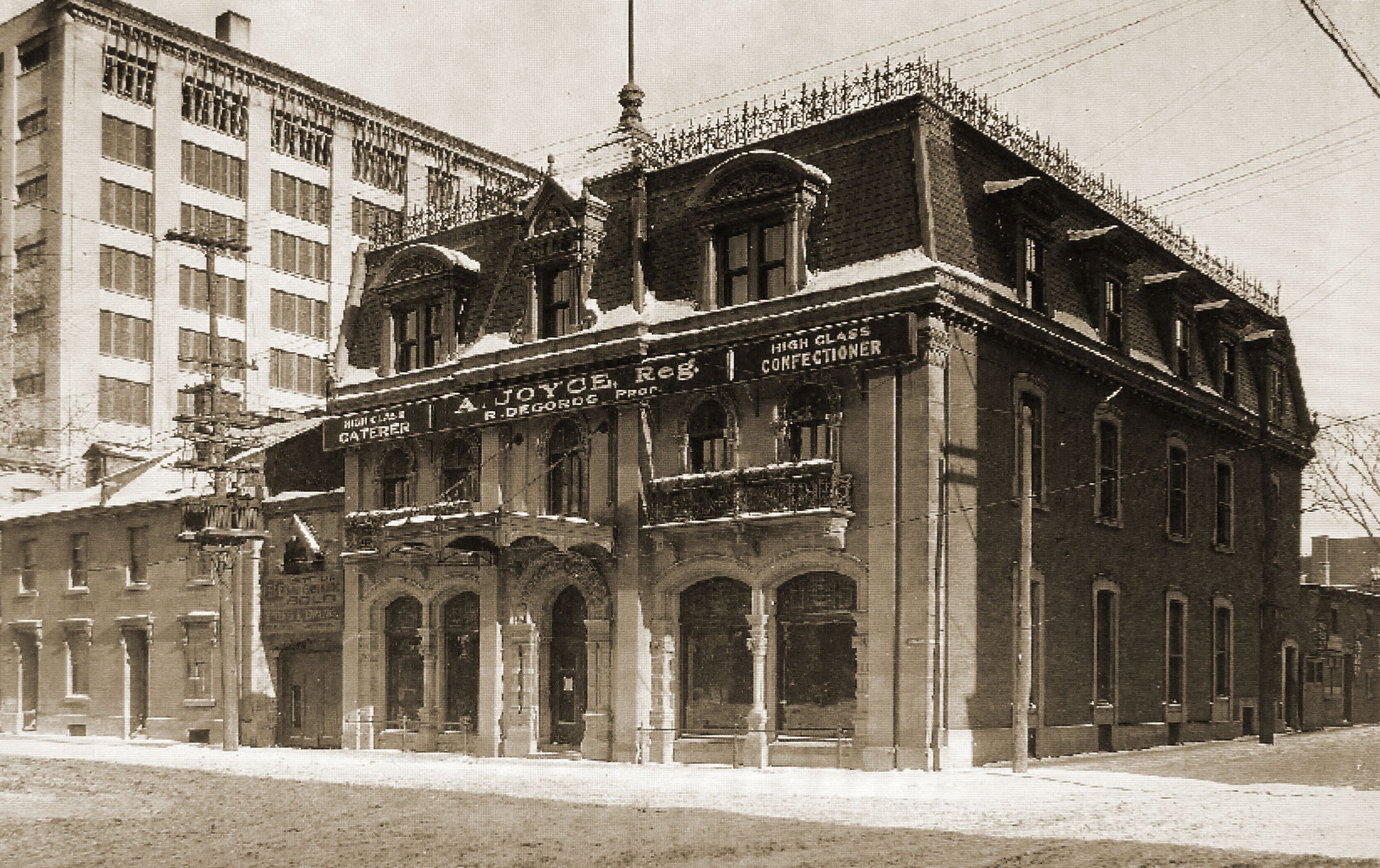
Le confiseur Alfred Joyce, 1921

Aménagé entre 1842 et 1844, le square Phillips de Montréal est d'abord entouré d'habitations. 
Le premier commerçant à ouvrir un établissement sur le square est Alfred Joyce, un confiseur réputé et ancien maire d'Outremont, qui y inaugure une boutique élégante en 1878.
En 1891, la famille Morgan y installe son grand magasin sur le côté nord. Le président confédéré Jefferson Davis y a envoyé sa famille pendant la guerre de Sécession ; une plaque commémorative a été posée sur l'édifice (devenu aujourd'hui La Baie d'Hudson Montréal Centre-Ville) et retirée en 2017.
Suivent Henry Birks en 1894, dont la bijouterie occupe toujours le même bâtiment sur le côté ouest du square. Une galerie d'art inaugurée en 1879 par le gouverneur général Lord Dufferin se trouvait autrefois dans un bâtiment du coin est ; elle est aujourd’hui devenue le Musée des beaux-arts de Montréal.
L'édifice de la compagnie Canada Cement est ajouté sur le côté sud du square en 1921. Ce fut le premier gratte-ciel de Montréal entièrement construit en béton armé, conçu par Barott et Blackader. Il fut également le premier à inclure un stationnement souterrain — une innovation à une époque où peu de voitures circulaient.
En 2012, une plaque commémorative a été ajoutée pour rendre hommage aux victimes de l’incendie du Blue Bird Café, qui a eu lieu à proximité en 1972.
En 2017, le square fait partie de la Promenade Fleuve-Montagne, un parcours piétonnier et sentier d'interprétation de 3,8 km reliant le fleuve Saint-Laurent et le mont Royal, créé pour le 375e anniversaire de Montréal.

### Réaménagement
En 2022, la ville a terminé le réaménagement du square Phillips, dans le cadre de la revitalisation de la rue Sainte-Catherine ouest. La firme d’architectes Provencher Roy a conçu le nouveau design du square. Le projet supprime le stationnement de rue, élargit les trottoirs, et renforce l’esthétique paysagère avec une vision inspirée des squares de style jardin anglais, comme l’envisageait le plan de 1841.
Des plaques de bronze incrustées dans les trottoirs identifient les anciens grands magasins de l’époque. 
Des mesures de durabilité comprennent :
- l'utilisation d'un système d'irrigation de bas niveau pour les plates-bandes
- la réutilisation de l'eau de ruissellement et recirculation des composants d’eau
- des matériaux réfléchissants locaux pour réduire les îlots de chaleur
- l’éclairage DEL pour diminuer la pollution lumineuse
- une augmentation de 46 % de la végétation et 14 fois plus d’arbres
- mobilier urbain signé par le designer industriel Michel Dallaire

## Bâtiments remarquables et lieux de mémoire
Au centre du square se trouve une statue d'Edouard VII du sculpteur Louis-Philippe Hébert. Elle fut offerte par la famille Birks en 1914, quatre ans après la mort du souverain. Les figures allégoriques représentent :
- la Paix
- les Quatre nations fondatrices
- l’Abondance
- le Génie ailé

## Galerie

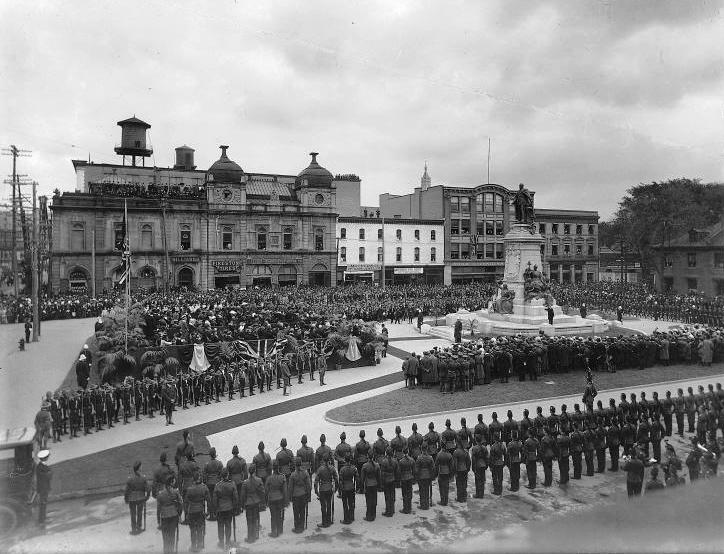
1914
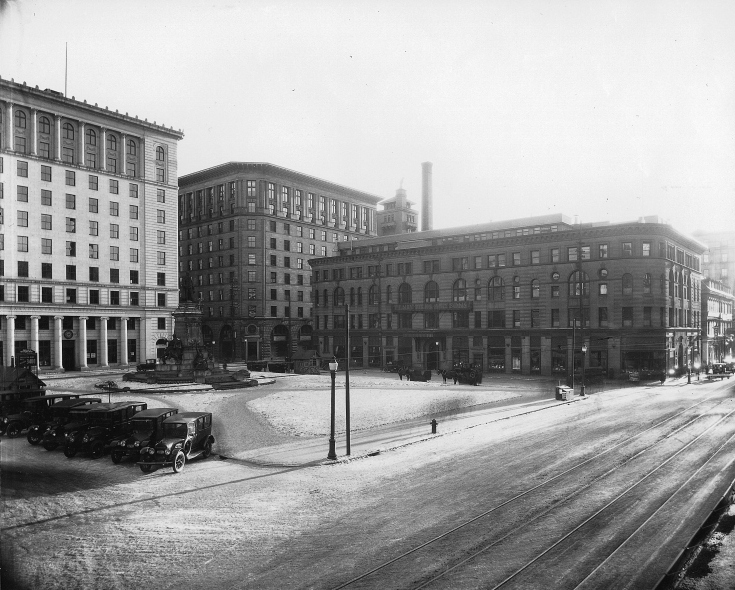
1922
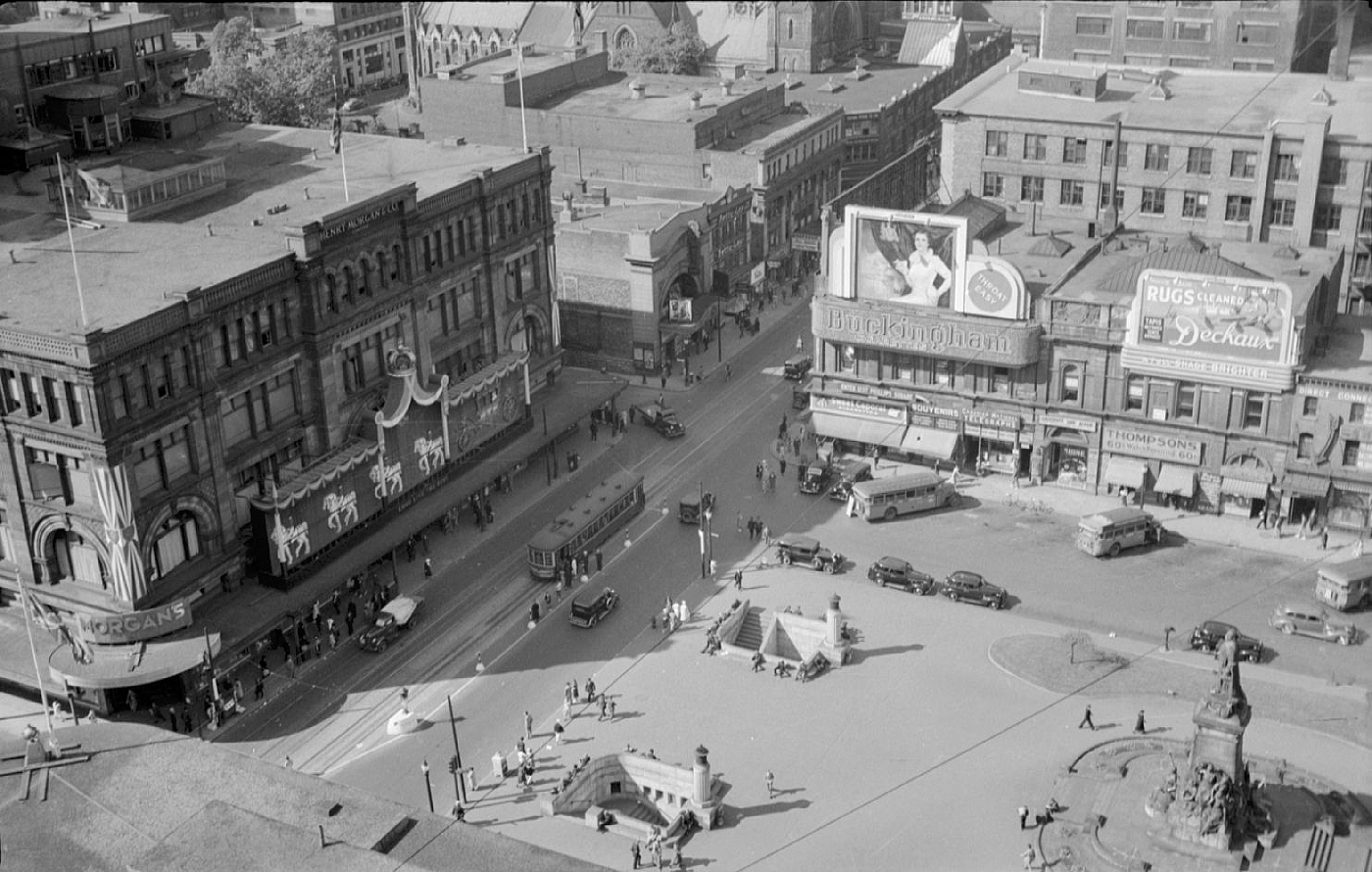
1937

Monument au roi Édouard VII
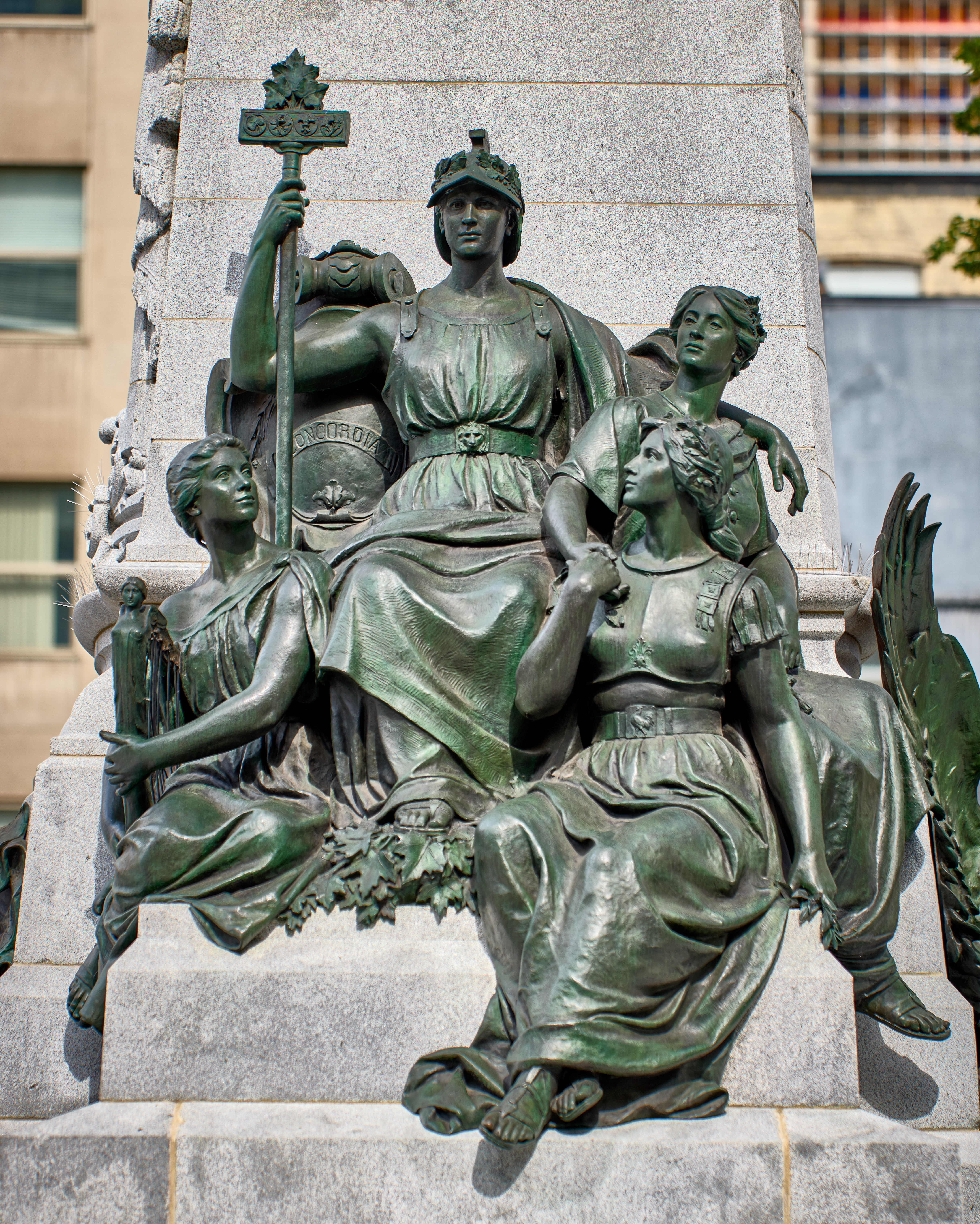
Quatre nations
Génie ailé
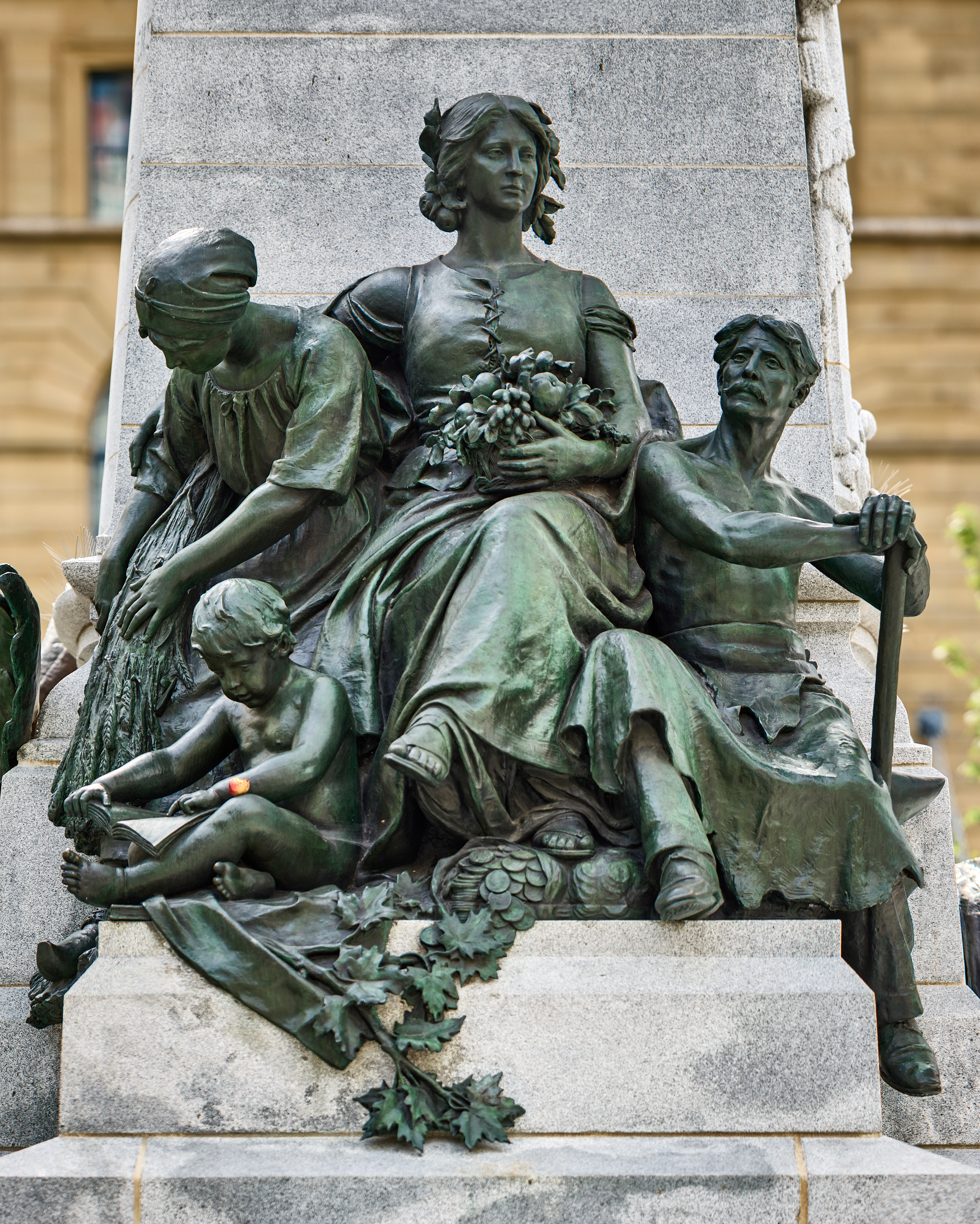
Abondance
Paix

- 1 Square Phillips

## Sources
- Fiche sur le Square Phillips
- Monument Edouard VII